# Buire-Courcelles
Buire-Courcelles és un municipi francès situat al departament del Somme i a la regió dels Alts de França. L'any 2007 tenia 257 habitants.

## Demografia

### Població
El 2007 la població de fet de Buire-Courcelles era de 257 persones. Hi havia 96 famílies de les quals 20 eren unipersonals (4 homes vivint sols i 16 dones vivint soles), 28 parelles sense fills, 40 parelles amb fills i 8 famílies monoparentals amb fills.
La població ha evolucionat segons el següent gràfic:
Habitants censats

### Habitatges
El 2007 hi havia 105 habitatges, 97 eren l'habitatge principal de la família, 5 eren segones residències i 3 estaven desocupats. 103 eren cases i 1 era un apartament. Dels 97 habitatges principals, 76 estaven ocupats pels seus propietaris, 20 estaven llogats i ocupats pels llogaters i 1 estava cedit a títol gratuït; 2 tenien una cambra, 1 en tenia dues, 11 en tenien tres, 23 en tenien quatre i 60 en tenien cinc o més. 67 habitatges disposaven pel capbaix d'una plaça de pàrquing. A 43 habitatges hi havia un automòbil i a 41 n'hi havia dos o més.

### Piràmide de població
La piràmide de població per edats i sexe el 2009 era:
| Homes | Edats   | Dones |
| ----- | ------- | ----- |
| 0     | 95 o +  | 0     |
| 0     | 90 a 94 | 0     |
| 0     | 85 a 89 | 0     |
| 0     | 80 a 84 | 0     |
| 4     | 75 a 79 | 4     |
| 4     | 70 a 74 | 4     |
| 12    | 65 a 69 | 12    |
| 4     | 60 a 64 | 4     |
| 4     | 55 a 59 | 4     |
| 8     | 50 a 54 | 4     |
| 16    | 45 a 49 | 16    |
| 8     | 40 a 44 | 12    |
| 16    | 35 a 39 | 12    |
| 12    | 30 a 34 | 8     |
| 8     | 25 a 29 | 4     |
| 20    | 20 a 24 | 12    |
| 24    | 15 a 19 | 12    |
| 0     | 10 a 14 | 16    |
| 4     | 5 a 9   | 12    |
| 12    | 0 a 4   | 0     |

## Economia

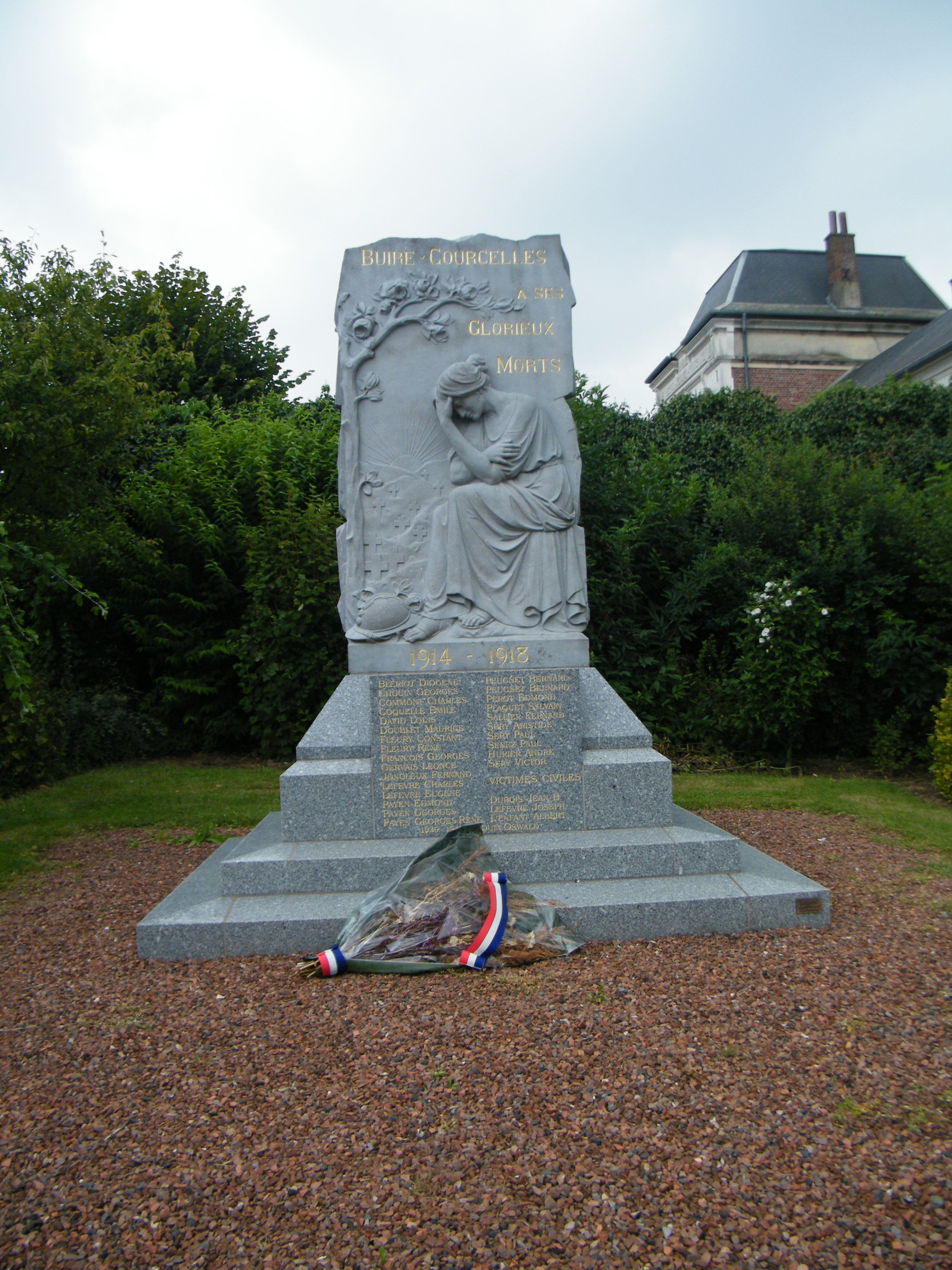

El 2007 la població en edat de treballar era de 158 persones, 97 eren actives i 61 eren inactives. De les 97 persones actives 80 estaven ocupades (49 homes i 31 dones) i 17 estaven aturades (10 homes i 7 dones). De les 61 persones inactives 8 estaven jubilades, 20 estaven estudiant i 33 estaven classificades com a «altres inactius».

### Ingressos
El 2009 a Buire-Courcelles hi havia 92 unitats fiscals que integraven 252 persones, la mediana anual d'ingressos fiscals per persona era de 17.139 €.

### Activitats econòmiques
Dels 9 establiments que hi havia el 2007, 3 eren d'empreses de fabricació d'altres productes industrials, 1 d'una empresa de comerç i reparació d'automòbils, 1 d'una empresa de transport, 1 d'una empresa financera, 2 d'empreses de serveis i 1 d'una entitat de l'administració pública.
L'any 2000 a Buire-Courcelles hi havia 5 explotacions agrícoles.

## Equipaments sanitaris i escolars
El 2009 hi havia una escola elemental integrada dins d'un grup escolar amb les comunes properes formant una escola dispersa.

## Poblacions més properes
El següent diagrama mostra les poblacions més properes.